# Hästpolo vid olympiska sommarspelen 1908
Vid olympiska sommarspelen 1908 avgjordes en turnering i hästpolo. Turneringen hölls mellan 18 och 21 juni 1908 i Hurlingham Polo Grounds. Antalet deltagare var 12 tävlande, samtliga från Storbritannien.

## Medaljtabell
| Placering | Land           | Guld | Silver | Brons | Totalt |
| 1         | Storbritannien | 1    | 2      | 0     | 3      |

## Medaljsummering
| Gren             | Guld                      | Silver                                                | Brons        |
| Men's tournament | Roehampton Storbritannien | Hurlingham Club Storbritannien Ireland Storbritannien | Ingen utsedd |

## Laguppställningar

### Hurlingham
- Walter Buckmaster
- Frederick Freake
- Walter Jones
- John Wodehouse

### Irland
- John Hardress Lloyd
- John Paul McCann
- Percy O'Reilly
- Auston Rotherham

### Roehampton
- Charles Darley Miller
- George Arthur Miller
- Patteson Womersley Nickalls
- Herbert Haydon Wilson

## Resultat

### Match 1
| 18 juni | Roehampton | 3 | - | 1 | Hurlingham | Hurlingham Grounds |

### Match 2
| 21 juni | Roehampton | 8 | - | 1 | Ireland | Hurlingham Grounds |